# Legge 30 dicembre 2018, n. 145
La legge 30 dicembre 2018, n. 145 (nota come Legge di bilancio 2019) è una legge della Repubblica Italiana. Emanata durante il Governo Conte I, la legge è nota per alcune innovazioni quali ad esempio la cedolare secca sugli affitti parzialmente estesa (art. 1 comma 59), il taglio dell'IRES e l'IRES verde.

## Struttura
La struttura della legge è quella tipica delle leggi di bilancio, ossia l'articolo 1 è l'articolo di gran lunga più corposo e contiene 1143 commi, mentre i restanti articoli contengono le approvazioni degli stati di previsione da parte dei singoli ministeri e le disposizioni finali. Gli allegati, invece, contengono prevalentemente tabelle e dati economici.

## Innovazioni degne di nota

### Imposta sui servizi digitali (art. 1 commi 35-49)
Viene istituita un'imposta sui servizi digitali, che dovrà essere corrisposta dai colossi di internet, che, nel corso di un anno solare, producono ricavi non inferiori a 750.000.000 euro e ricavi realizzati in Italia e derivanti da servizi digitali non inferiori a 5.500.000 euro.

### Incentivi per l'acquisto di beni strumentali nuovi da parte di imprese (art. 1 commi 60-65)
Le disposizioni dell'articolo 1, comma 9, della legge 11 dicembre 2016, n. 232 vengono estese anche a beni strumentali nuovi diversi da quelli dell'allegato A, a patto che i beni strumentali nuovi siano destinati a strutture produttive situate in Italia e che entro la data del 31 dicembre 2019 il relativo ordine risulti accettato dal venditore e sia avvenuto il pagamento di acconti in misura almeno pari al 20 per cento del costo di acquisizione.

### Incentivi per acquisto da parte di imprese di prodotti realizzati con materiali riciclati (art. 1 commi 73-77)
Le imprese che acquistano prodotti realizzati con materiali riciclati, quali plastica riciclata, carta o alluminio riciclati oppure imballaggi biodegradabili e compostabili secondo la normativa UNI EN 13432:2002 possono beneficiare, per ciascuno degli anni 2019 e 2020, di un credito d'imposta pari al 36% delle spese sostenute e documentate per i predetti acquisti.
Il credito d'imposta è riconosciuto fino a un importo massimo annuale di euro 20.000 per ciascun beneficiario, nel limite massimo complessivo di un milione di euro annui per gli anni 2020 e 2021. I commi 73-77 della legge specificano le formalità da sbrigare per poter usufruire dell'agevolazione.
Con decreto del Ministro dell'ambiente e della tutela del territorio e del mare, di concerto con il Ministro dello sviluppo economico e con il Ministro dell'economia e delle finanze, da adottare entro novanta giorni dalla data di entrata in vigore della legge di bilancio, sono definiti i requisiti tecnici e le certificazioni idonee ad attestare la natura ecosostenibile dei prodotti e degli imballaggi secondo la vigente normativa europea e nazionale, nonché i criteri e le modalità di applicazione e di fruizione del credito d'imposta di cui ai commi da 73 a 75, anche al fine di assicurare il rispetto dei limiti di spesa annui di cui al comma 74.

### Micromobilità elettrica (art.1 comma 102)
Al fine di sostenere la diffusione della micromobilità elettrica e promuovere l'utilizzo di mezzi di trasporto innovativi e sostenibili, nelle città è autorizzata la sperimentazione della circolazione su strada di veicoli per la mobilità personale a propulsione prevalentemente elettrica, quali segway, hoverboard e monopattini. A tale fine, entro trenta giorni dalla data di entrata in vigore della legge di bilancio, con decreto del Ministro delle infrastrutture e dei trasporti sono definiti le modalità di attuazione e gli strumenti operativi della sperimentazione.

### Modifiche al Codice della strada relative a veicoli ibridi o elettrici (art. 1 comma 103)
L'articolo 7 del Codice della strada (decreto legislativo 30 aprile 1992, n. 285) è stato modificato aggiungendovi il comma 9-bis. Esso dispone che "nel delimitare le zone di cui al comma 9 (aree pedonali, ZTL, e altre aree) i comuni consentono, in ogni caso, l'accesso libero a tali zone ai veicoli a propulsione elettrica o ibrida".

### InvestItalia (art. 1 commi 179-183)
La legge di bilancio ha istituito anche una "struttura di missione per il supporto alle attività del Presidente del Consiglio dei ministri relative al coordinamento delle politiche del Governo e dell'indirizzo politico e amministrativo dei Ministri in materia di investimenti pubblici e privati". Possiede inoltre i seguenti compiti:
- analisi e valutazione di programmi di investimento riguardanti le infrastrutture materiali e immateriali;
- valutazione delle esigenze di ammodernamento delle infrastrutture delle pubbliche amministrazioni;
- verifica degli stati di avanzamento dei progetti infrastrutturali;
- elaborazione di studi di fattibilità economico-giuridica di progetti di investimento in collaborazione con i competenti uffici del Ministero dell'economia e delle finanze;
- individuazione di soluzioni operative in materia di investimento, in collaborazione con i competenti uffici dei Ministeri;
- affiancamento delle pubbliche amministrazioni nella realizzazione dei piani e programmi di investimento;
- individuazione degli ostacoli e delle criticità nella realizzazione degli investimenti ed elaborazione di soluzioni utili al loro superamento;
- elaborazione di soluzioni, anche normative, per tutte le aree di intervento di cui al presente comma;
- ogni altra attività o funzione che, in ambiti economici o giuridici, le sia demandata dal Presidente del Consiglio dei ministri.

### Agevolazioni e fondi vari (art.1 commi 200-226)
Nella legge sono previsti anche fondi e agevolazioni per le cosiddette venture capital, il cui significato è definito dalla legge stessa. Anche le start-up e le piccole e medie imprese sono interessate dal fondo. È previsto anche un Fondo per interventi volti a favorire lo sviluppo delle tecnologie e delle applicazioni di intelligenza artificiale, blockchain e Internet of Things.

### Pensione e reddito di cittadinanza (art. 1 commi 255-269)
Uno degli aspetti più noti è l'introduzione dei cosiddetti "reddito di cittadinanza" e "pensione di cittadinanza". In concomitanza, viene disposta una riduzione delle pensioni che superano i 100.000 euro lordi su base annua.

### Agevolazioni per pensionati esteri che trasferiscono nel Mezzogiorno la residenza (art. 1 commi 273-274)
La normativa prevede agevolazioni fiscali abbastanza cospicue per le persone fisiche che recepiscono pensioni di fonte estera e trasferiscono la propria residenza fiscale in uno dei piccoli comuni del Sud Italia. La legge stabilisce che il comune debba avere una popolazione non superiore a 20.000 abitanti e che debba essere situato in Sicilia, Calabria, Sardegna, Campania, Basilicata, Abruzzo, Molise oppure in Puglia. La legge consiste in un'imposta sostitutiva, calcolata in via forfettaria, con aliquota del 7 per cento per ciascuno dei periodi di imposta di validità dell'opzione.
La legge specifica anche requisiti e adempimenti secondari per la fruizione dell'agevolazione, come ad esempio che i beneficiari non siano stati fiscalmente residenti in Italia nei cinque periodi d'imposta precedenti a quello in cui l'opzione diviene efficace.

### Contrasto del fenomeno del lavoro sommerso e irregolare e la tutela della salute e della sicurezza nei luoghi di lavoro (art. 1 comma 445)
Al fine del contrasto del fenomeno del lavoro sommerso e irregolare e la tutela della salute e della sicurezza nei luoghi di lavoro sono previsti:
- un incremento dell'organico del personale dell'Ispettorato nazionale del lavoro;
- aumento del 20% degli importi delle sanzioni relative al lavoro irregolare;
- aumento del 10% delle sanzioni relative alla sicurezza nei luoghi di lavoro (d. lgs. 81/2008);
- aumento del 20% delle sanzioni relative alle altre leggi in materia di "lavoro e legislazione sociale".

Le sanzoni, inoltre, sono raddoppiate nel caso di recidiva relativa ai tre anni precedenti.

### Il Fondo Indennizzo Risparmiatori (FIR) (art. 1 commi 493-507)
La legge di bilancio ha istituito anche un Fondo indennizzo risparmiatori (FIR), il quale "eroga indennizzi a favore dei risparmiatori come definiti al comma 494 che hanno subito un pregiudizio ingiusto da parte di banche e loro controllate aventi sede legale in Italia, poste in liquidazione coatta amministrativa dopo il 16 novembre 2015 e prima del 1º gennaio 2018, in ragione delle violazioni massive degli obblighi di informazione, diligenza, correttezza, buona fede oggettiva e trasparenza, ai sensi del testo unico delle disposizioni in materia di intermediazione finanziaria, di cui al decreto legislativo 24 febbraio 1998, n. 58".

### Disposizioni per indennizzo di delitti (art. 1 commi 593-596)
La legge 7 luglio 2016, n. 122 è stata modificata dal comma 593 della legge di bilancio, introducendo, insieme ai commi successivi, disposizioni riguardanti l'indennizzo per i delitti di omicidio, violenza sessuale o lesione personale gravissima.

### Fondazioni lirico-sinfoniche e carta elettronica (art.1 commi 603-604 e 607)
Tra i provvedimenti a carattere culturale si ricordano quelli riguardanti il risanamento delle fondazioni lirico-sinfoniche e l'istituzione della Carta elettronica, riservata ai giovani che compiono diciotto anni nel 2019 e utilizzabile per acquistare biglietti per rappresentazioni teatrali e cinematografiche e spettacoli dal vivo, libri, musica registrata, titoli di accesso a musei, mostre ed eventi culturali, monumenti, gallerie, aree archeologiche e parchi naturali nonché per sostenere i costi relativi a corsi di musica, di teatro o di lingua straniera.

### Foreste (art. 1 commi 663-665)
Al fine di assicurare la tutela, la valorizzazione, il monitoraggio e la diffusione della conoscenza delle foreste italiane, anche in applicazione del testo unico in materia di foreste e filiere forestali, di cui al decreto legislativo 3 aprile 2018, n. 34, è istituito nello stato di previsione del Ministero delle politiche agricole alimentari, forestali e del turismo il Fondo per le foreste italiane, con una dotazione iniziale di 2 milioni di euro per l'anno 2019, di 2,4 milioni di euro per l'anno 2020, di 5,3 milioni di euro per l'anno 2021 e di 5,2 milioni di euro annui a decorrere dal 2022.

### Catasto delle produzioni frutticole nazionali (art. 1 commi 666-667)
Il comma 666 ha disposto l'istituzione di un Catasto delle produzioni frutticole nazionali che raccolga le informazioni provenienti dalla "ricognizione a livello aziendale delle superfici frutticole, distinte a livello delle principali cultivar". La misura è disposta per "contribuire alla competitività e allo sviluppo del settore ortofrutticolo nazionale, mediante una efficiente gestione delle informazioni sulle superfici e sulle produzioni frutticole, nonché di favorire un corretto orientamento produttivo al mercato, con conseguente riduzione dei rischi di sovraproduzione e di volatilità dei prezzi".

### Contributo ONU (art. 1 comma 781)
È prevista una riduzione del l contributo ONU di 35 milioni di euro circa per gli anni 2019 e 2020. Il cimma 781 dispone che "il contributo alle spese dell'Organizzazione delle Nazioni Unite, di cui alla legge 17 agosto 1957, n. 848, si intende ridotto di 35.354.607 euro per l'anno 2019 e di 32.354.607 euro annui a decorrere dal 2020. Il Ministero degli affari esteri e della cooperazione internazionale provvede agli adempimenti necessari, anche sul piano internazionale, per rinegoziare i termini dell'accordo internazionale concernente la determinazione dei contributi alle organizzazioni internazionali di cui l'Italia è parte."

### Ridenominazione percorsi alternanza scuola-lavoro e variazione durata (art. 1 comma 784)
"I percorsi in alternanza scuola-lavoro di cui al decreto legislativo 15 aprile 2005, n. 77, sono ridenominati « percorsi per le competenze trasversali e per l'orientamento » e, a decorrere dall'anno scolastico 2018/2019, con effetti dall'esercizio finanziario 2019, sono attuati per una durata complessiva: 
- non inferiore a 210 ore nel triennio terminale del percorso di studi degli istituti professionali;
- non inferiore a 150 ore nel secondo biennio e nell'ultimo anno del percorso di studi degli istituti tecnici;
- non inferiore a 90 ore nel secondo biennio e nel quinto anno dei licei."

### Riduzione spese militari (art. 1 comma 797)
"Le spese militari sono ridotte di 60 milioni di euro annui a decorrere dall'anno 2019 e di ulteriori 531 milioni di euro nel periodo dal 2019 al 2031 relativi alle spese di cui all'articolo 1, comma 140, della legge 11 dicembre 2016, n. 232."

### Incremento fondi per bonifiche e ripristino ambientale (art. 1 comma 800)
"Il fondo di cui all'articolo 1, comma 476, della legge 28 dicembre 2015, n. 208, è incrementato di 20.227.042 euro per ciascuno degli anni dal 2019 al 2024. Dette somme sono finalizzate alla realizzazione degli interventi ambientali individuati dal Comitato interministeriale di cui all'articolo 2 del decreto-legge 10 dicembre 2013, n. 136, convertito, con modificazioni, dalla legge 6 febbraio 2014, n. 6, nonché al finanziamento di un programma nazionale di bonifica e ripristino ambientale dei siti oggetto di bonifica ai sensi degli articoli 250 e 252, comma 5, del decreto legislativo 3 aprile 2006, n. 152, dei siti per i quali non sia stato avviato il procedimento di individuazione del responsabile della contaminazione ai sensi dell'articolo 244 del medesimo decreto legislativo, nonché, in ogni caso, per interventi urgenti di messa in sicurezza e bonifica di siti contaminati."

### Agevolazioni per giornalai (commi 806-809)
"Per gli anni 2019 e 2020, agli esercenti attività commerciali che operano esclusivamente nel settore della vendita al dettaglio di giornali, riviste e periodici è riconosciuto, nel limite di spesa di 13 milioni di euro per l'anno 2019 e di 17 milioni di euro per l'anno 2020, un credito d'imposta parametrato agli importi pagati a titolo di IMU, TASI, Cosap e TARI con riferimento ai locali dove si svolge la medesima attività di vendita di giornali, riviste e periodici al dettaglio, nonché ad altre eventuali spese di locazione o ad altre spese individuate con il decreto di cui al comma 808, anche in relazione all'assenza di punti vendita della stampa nel territorio comunale. Il credito d'imposta di cui al presente comma è stabilito nella misura massima di 2.000 euro. L'agevolazione si estende anche agli esercenti attività commerciali non esclusivi, come individuati dall'articolo 2, comma 3, del decreto legislativo 24 aprile 2001, n. 170, a condizione che la predetta attività commerciale rappresenti l'unico punto vendita al dettaglio di giornali, riviste e periodici nel comune di riferimento."

### Concessioni demaniali marittime (art. 1 commi 675-685)
La legge di bilancio prevede anche una revisione del sistema delle concessioni demaniali marittime. Tra gli interventi sono previsti anche la ricognizione e mappatura sia del litorale marittimo che delle imprese concessionarie e sub-concessionarie. Il decreto del Presidente del Consiglio dei ministri, da emanarsi in seguito, conterrà i dettagli anche di un nuovo modello di gestione delle imprese turistico-ricreative e un sistema di rating delle stesse.

### Raccolta occasionale di prodotti selvatici (art. 1 commi 692-701)
"I redditi derivati dallo svolgimento, in via occasionale, delle attività di raccolta di prodotti selvatici non legnosi di cui alla classe ATECO 02.30, a cui si aggiunge la raccolta di piante officinali spontanee come regolata dall'articolo 3 del testo unico di cui al decreto legislativo 21 maggio 2018, n. 75, da parte delle persone fisiche, sono assoggettati ad un'imposta sostitutiva dell'imposta sul reddito delle persone fisiche e relative addizionali."

### Agevolazioni per l'assunzione di laureati (art. 1 commi 706-717)
"Ai datori di lavoro privati che, a decorrere dal 1º gennaio 2019 e fino al 31 dicembre 2019, assumono con contratto di lavoro subordinato a tempo indeterminato soggetti in possesso dei requisiti previsti dal comma 707 è riconosciuto un incentivo, sotto forma di esonero dal versamento dei contributi previdenziali a carico del datore di lavoro, con esclusione dei premi e contributi dovuti all'INAIL, per un periodo massimo di dodici mesi decorrenti dalla data di assunzione, nel limite massimo di 8.000 euro per ogni assunzione effettuata."

### Affidamento diretto lavori pubblici (art. 1 comma 912)
Nelle more di una complessiva revisione del codice dei contratti pubblici, di cui al decreto legislativo 18 aprile 2016, n. 50, fino al 31 dicembre 2019, le stazioni appaltanti, in deroga all'articolo 36, comma 2, del medesimo codice, possono procedere all'affidamento di lavori di importo pari o superiore a 40.000 euro e inferiore a 150.000 euro mediante affidamento diretto previa consultazione, ove esistenti, di tre operatori economici e mediante le procedure di cui al comma 2, lettera b), del medesimo articolo 36 per i lavori di importo pari o superiore a 150.000 euro e inferiore a 350.000 euro.

### Ripristino piattaforma stradale Roma (art. 1 commi 933-935)
"È assegnata a Roma Capitale una dotazione finanziaria pari a 40 milioni di euro per l'anno 2019 e a 20 milioni di euro per l'anno 2020 per interventi di ripristino straordinario della piattaforma stradale della grande viabilità da eseguire anche, nei casi emergenziali, con il Ministero della difesa."

### Rideterminazione delle pensioni e dei vitalizi di presidenti di regione, consiglieri e assessori regionali (art. 1 commi 965-967)
Viene disposta una rideterminazione dei trattamenti pensionistici e dei vitalizi per presidenti di regione, consiglieri regionali e assessori regionali. I criteri e i parametri verranno stabiliti dalla Conferenza permanente per i rapporti tra lo Stato, le regioni e le province autonome di Trento e di Bolzano. In assenza di accordo entro i tempi previsti dal comma 965, i trattamenti previdenziali e i vitalizi saranno calcolati dalle regioni con il metodo di calcolo contributivo.
Per le regioni che non riducono le spese di cui sopra è prevista una riduzione "del 20 per cento dei trasferimenti erariali a loro favore diversi da quelli destinati al finanziamento del Servizio sanitario nazionale, delle politiche sociali e per le non autosufficienze e del trasporto pubblico locale".

### Contromisure ponte Morandi (art. 1 commi 1019 e 1023)
Son previsti stanziamenti di 80 milioni di euro per ciascuno degli anni 2019 e 2020, al fine di "consentire il ristoro delle maggiori spese affrontate dagli autotrasportatori in conseguenza del crollo" di ponte Morandi. Inoltre, è previsto un ulteriore finanziamento di 50 milioni di euro per l'Autorità di sistema portuale del Mare Ligure occidentale per ciascuno degli anni 2019, 2020, 2021 e 2022.

### Rischio idraulico e idrogeologico (art. 1,  commi 1028-1030)
È prevista la spesa di 800 milioni di euro per l'anno 2019 e di 900 milioni di euro per ciascuno degli anni 2020 e 2021, al fine di mitigare il rischio idraulico e idrogeologico nonché aumentare il livello di resilienza delle strutture e infrastrutture individuate dai rispettivi Commissari delegati, nominati a seguito delle deliberazioni del Consiglio dei ministri di dichiarazione dello stato di emergenza ancora in corso alla data di entrata in vigore della presente legge, ovvero nei casi in cui alla stessa data lo stato di emergenza sia terminato da non oltre sei mesi, ai sensi e nei limiti dell'articolo 26, comma 1, secondo periodo, del decreto legislativo 2 gennaio 2018, n. 1.

### Contributi per l'acquisto di auto nuove (art. 1 commi 1031-1037)
È anche previsto un contributo per l'acquisto, dal 1º marzo 2019 al 31 dicembre 2021, di un'auto nuova del tipo M1 insieme alla rottamazione della vecchia auto. Il prezzo dell'auto IVA esclusa deve essere inferiore a 50.000 euro. Il contributo è variabile a seconda del consumo di anidride carbonica. La legge di bilancio impone altri requisiti secondari da rispettare.

### Detrazioni per acquisto e posa in opera di colonnine di ricarica veicoli elettrici (art. 1 comma 1039)
Per le spese documentate dal 1º marzo 2019 al 31 dicembre 2021, sostenute per l'acquisto e la posa in opera di infrastrutture di ricarica dei veicoli alimentati ad energia elettrica è riconosciuta una detrazione dall'imposta lorda, fino a concorrenza del suo ammontare.
La detrazione di cui sopra, da ripartire tra gli aventi diritto in dieci quote annuali di pari importo, spetta nella misura del 50 per cento delle spese sostenute ed è calcolata su un ammontare complessivo non superiore a 3.000 euro.

### Imposta parametrata sui consumi di biossido di carbonio (art. 1 comma 1042-1046)
"A decorrere dal 1º marzo 2019 e fino al 31 dicembre 2021, chiunque acquista, anche in locazione finanziaria, e immatricola in Italia un veicolo di categoria M1 nuovo di fabbrica è tenuto al pagamento di un'imposta parametrata al numero di grammi di biossido di carbonio emessi per chilometro eccedenti la soglia di 160 CO2 g/km, secondo gli importi di cui alla tabella" riportata al comma 1042. I commi successivi impongono ulteriori requisiti secondari.

### Contributo per veicoli a due ruote L1 ed L3 elettrici o ibridi (art. 1 commi 1057-1064)
"A coloro che, nell'anno 2019, acquistano in Italia, anche in locazione finanziaria, un veicolo elettrico o ibrido nuovo di fabbrica, di potenza inferiore o uguale a 11 kW, delle categorie L1 e L3 e che consegnano per la rottamazione un veicolo delle medesime categorie di cui siano proprietari o utilizzatori, in caso di locazione finanziaria, da almeno dodici mesi, è riconosciuto un contributo pari al 30 per cento del prezzo di acquisto fino ad un massimo di 3.000 euro nel caso in cui il veicolo consegnato per la rottamazione sia della categoria euro 0, 1 e 2." I commi successivi impongono ulteriori requisiti secondari.